# グラディス・ブロックウェル
グラディス・ブロックウェル（Gladys Brockwell、1894年9月26日 - 1929年7月2日）は、アメリカ合衆国の女優。

## 出演作品
- 紐育の灯
- サロメの妹
- 噂の女
- 初恋ハリイ
- 霧の裏街
- おゝ母よ